# Platynectes brancuccii
Platynectes brancuccii is een keversoort uit de familie waterroofkevers (Dytiscidae). De wetenschappelijke naam van de soort werd voor het eerst geldig gepubliceerd in 2014 door Hendrich en Šťastný.